# 衣被
衣被（きぬかずき/きぬかづき）とは、平安時代以降に登場した女性が外出時に頭から被った布。近世の被衣（かずき/かづき）の原型と言える。
古代日本には襲（おすひ）と呼ばれる頭から被る布状の男女共通の被り物があり、衣被もその流れを汲むと考えられている　。
平安時代には婦女子が衣もしくは薄衣を頭から被るようになり、それが衣被となるが、その背景として風や埃を防ぐ目的と共に、顔を人前に晒すのを恥とする意識があったとみられている。衣被には単に手で前方をつぼねるものと腰の辺りで帯で結ぶものが存在した。鎌倉時代には小袖の上に広袖の衣を被るようになっていった。